# São José do Vale do Rio Preto
São José do Vale do Rio Preto es un municipio del estado de Río de Janeiro, Brasil.
El territorio del actual municipio de São José do Vale o Rio Preto fue un distrito de Petrópolis hasta 1987, año en que fue independizado.